# Farnell
Premier Farnell Ltd és un distribuïdor de productes per al disseny, manteniment i reparació de sistemes electrònics a Europa, Amèrica del Nord i Àsia Pacífic, amb operacions a 36 països i comercialitzant a més de 100. L'octubre de 2016, l'empresa va ser comprada per Avnet en un acord valorat en aproximadament 691 milions de lliures.
L'empresa va ser fundada per Alan Farnell i Arthur Woffenden el 1939 a Leeds, Anglaterra com a AC Farnell Limited. Va començar a cotitzar a la Borsa de Londres el 1966. La companyia tenia la seu al costat de l'estació de ferrocarril de Wetherby, després es va traslladar a oficines més grans al polígon industrial de Sandbeck de la ciutat, i el 1995, a oficines a Armley.
El 1995 va adquirir Combined Precision Components. Com que es va centrar en la distribució, les seves operacions de fabricació es van vendre el mateix any. El 1996 va comprar la distribuïdora dels Estats Units, Premier Industrial Corporation, i va canviar el seu nom a Premier Farnell.El 2001 l'empresa va adquirir Buck & Hickman, una empresa que va vendre el 2007. El 2006, l'empresa va vendre Kent, el seu negoci especialitzat en consumibles d'automoció.
A mitjans de la dècada del 2000, l'empresa va passar d'un negoci de catàlegs i mostradors comercials a una operació de comerç electrònic, sota la direcció de Harriet Green, CEO, que es va incorporar al negoci el 2006.
L'any 2007 l'empresa va llançar el seu negoci de la Gran Xina, Premier Electronics, amb un magatzem i centre de distribució a WaiGaoQiao.
A finals de 2008 el grup va iniciar el tancament de Cadillac Electric, que formava part de la divisió de Productes Industrials del grup. Durant el 2008 el grup va adquirir Hynetic Electronics, un distribuïdor indi, i a principis de 2009 va adquirir Microdis Electronics, un distribuïdor d'electrònica amb seu a Polònia. El setembre de 2009, va anunciar l'adquisició de CadSoft Computer GmbH, desenvolupador del programari d'automatització del disseny electrònic EAGLE, que després va vendre el 2016. El març de 2016, el grup va vendre la seva filial Akron Brass a IDEX Corporation per 224,2 milions de dòlars. De tant en tant, les accions de Premier Farnell formaven part de l'índex FTSE 250.
El 17 d'octubre de 2016, l'empresa nord-americana Avnet va completar la seva adquisició de Premier Farnell en un acord valorat en aproximadament 691 milions de lliures, que va provocar la retirada de les accions de Premier Farnell. El 2019, el negoci es va reanomenar Farnell, encara que el nom legal de l'empresa continua sent Premier Farnell Limited.